# Dekanat Głogów Małopolski
Dekanat Głogów Małopolski – dekanat diecezji rzeszowskiej składający się z 10 parafii:
- Budy Głogowskie – Niepokalanego Serca Najświętszej Maryi Panny
- Głogów Małopolski (Niwa) – św. Józefa
- Głogów Małopolski (Rogoźnica) – św. Maksymiliana Kolbe
- Głogów Małopolski (Styków) – św. Michała Archanioła
- Głogów Małopolski – Świętej Trójcy
- Przewrotne – św. Antoniego Padewskiego
- Rudna Wielka – św. Teresy od Dzieciątka Jezus
- Widełka – Matki Bożej Królowej Polski
- Wysoka Głogowska – Matki Bożej Różańcowej
- Zaczernie – Narodzenia Najświętszej Maryi Panny

## Historia
Wyodrębniony z dekanatu miechocińskiego w 1786.